# دالنی (شهرستان روبتسوفسکی، سرزمین آلتای)
دالنی (به لاتین: Dalny) یک منطقهٔ مسکونی در روسیه است که در سرزمین آلتای واقع شده‌است.